# Thomson Allan
Thomson Sandlands Allan (5 de outubro de 1946) é um ex-futebolista escocês.

## Carreira
Thomson Allan competiu na Copa do Mundo FIFA de 1974, sediada na Alemanha, na qual a seleção de seu país terminou na 9º colocação dentre os 16 participantes.